# Nosorożec jawajski
Nosorożec jawajski (Rhinoceros sondaicus) – gatunek ssaka z rodziny nosorożcowatych, jeden z pięciu żyjących do dziś gatunków nosorożców. Należy do tego samego rodzaju, co nosorożec indyjski. Łączy je podobna, przypominająca mozaikę skóra stwarzająca wrażenie opancerzenia. Nosorożec jawajski, mierząc 3,1–3,2 m długości i 1,4–1,7 m wysokości, jest mniejszy od swego krewniaka, wielkością bardziej zbliża się do nosorożca czarnego. Jego rogi, mniejsze niż u innych nosorożców, osiągają zwykle poniżej 25 cm.
Gatunek cechował się niegdyś szerokim zasięgiem występowania. Rozciągał się on od Indonezji przez południowo-wschodnią Azję do Indii i Chin. Pomimo to dziś uznaje się go za krytycznie zagrożony. Na wolności przetrwały jedynie dwie populacje. Żaden osobnik nie przebywa w ogrodzie zoologicznym. Być może czyni go to najrzadszym dużym ssakiem świata. Licząca około 40-50 zwierząt populacja żyje w Parku Narodowym Ujung Kulon na Jawie w Indonezji. Mniejsza grupa, oceniania w 2007 na nie więcej niż 8 sztuk, żyła do 2010 w wietnamskim Parku Narodowym Cát Tiên. Spadek liczebności nosorożca jawajskiego wiąże się z kłusownictwem, głównie z powodu rogów, którym tradycyjna chińska medycyna przypisuje wielką wartość. Na czarnym rynku ich cena wynosi aż 30 000 USD za kilogram. Utrata siedlisk, głównie na skutek wojen w południowo-wschodniej Azji, jak wojna wietnamska, także przyczyniła się do spadku populacji i uniemożliwiła poprawę sytuacji. Obszar wciąż jeszcze zamieszkany przez te zwierzęta położony jest w obrębie dwóch terenów chronionych, jednak nosorożcom ciągle zagrażają kłusownicy, choroby, niekorzystny wpływ wywiera także utrata różnorodności genetycznej związana z chowem wsobnym.
Na wolności osobniki dożywają średnio 35–40 lat. W przeszłości zamieszkiwały nizinne lasy deszczowe, wilgotne tereny trawiaste i rozległe równiny zalewowe. Żyły w większości samotnie z wyjątkiem czasu parzenia się i wychowywania potomstwa. Okazjonalnie zbierały się w miejscach pozwalających na tarzanie się w błocie i lizanie soli. Pomijając ludzi, dorosłym osobnikom nie zagrażały żadne drapieżniki. Nosorożce te zwykle unikały człowieka, jednak w poczuciu zagrożenia nie wahały się atakować. Naukowcy i konserwatorzy przyrody rzadko prowadzą nad nimi badania bezpośrednie z powodu wielkiej rzadkości tych stworzeń i niebezpieczeństwa przeszkadzania tak zagrożonemu gatunkowi. Badacze, próbując ocenić ich zdrowie i tryb życia, polegają więc na filmach i próbkach kału. W efekcie jest to najmniej poznany ze wszystkich gatunków nosorożców.

## Genetyka
Większość nosorożcowatych cechuje się diploidalną liczbą chromosomów 82, także nosorożec indyjski i jawajski. Tylko nosorożec czarny ma 84. Jest to prawie największa liczba chromosomów wśród ssaków, jedynie pewne gatunki gryzoni mają ich więcej w genomie.

## Taksonomia i nazwa

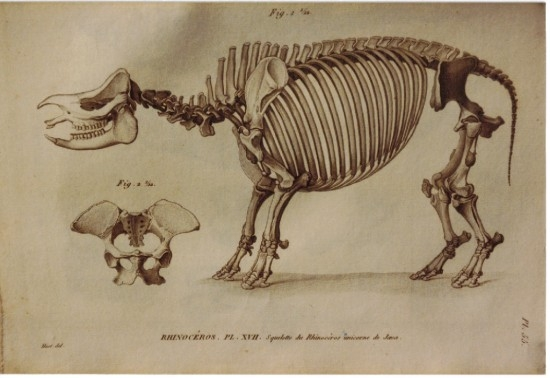
Szkielet "jednorogiego nosorożca z Jawy", ilustracja z Recherches sur les ossemens fossiles Cuviera, 1836

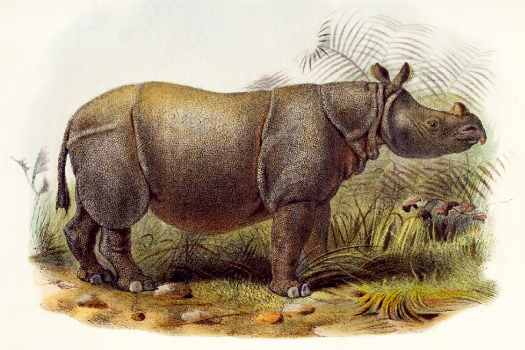
Rhinoceros sondaicus inermis, samica przewieziona do Londynu w 1877, zdechła po mniej niż pół roku.

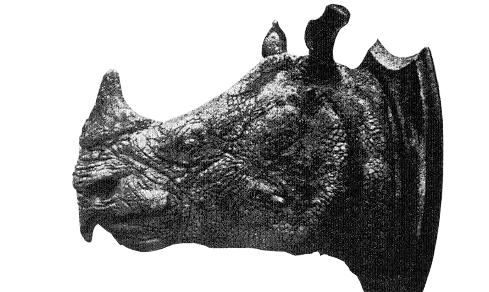
R. s. annamiticus, głowa samca z Półwyspu Malajskiego z Raffles Museum w Singapurze. 1931.

Pierwsze badania poświęcone nosorożcom jawajskim przeprowadzone przez przyrodników miały miejsce w 1787, gdy dwa zwierzęta schwytano na Jawie. Czaszki wysłano do znanego holenderskiego przyrodnika Petrusa Campera, który zmarł dwa lata później, zanim zdążył opublikować swe odkrycie, zgodnie z którym nosorożce z Jawy stanowiły oddzielny gatunek. Kolejne osobniki złapał na Sumatrze Alfred Duvaucel, który wysłał je swemu ojczymowi, sławnemu francuskiemu naukowcowi Georges'owi Cuvierowi. Ten, w 1822 roku, rozpoznał w nich nowy gatunek. W tym samym roku Anselme Gaëtan Desmarest opisał je jako Rhinoceros sondaicus. Był to ostatni zidentyfikowany gatunek nosorożca. Desmarest początkowo stwierdził, że zwierzęta pochodzą z Sumatry, później jednak przypisał znalezisko Jawie.
Nazwa rodzajowa Rhinoceros, używana także w przypadku nosorożca indyjskiego, pochodzi ze starożytnej greki, a dokładniej od słów rhino oznaczającego "nos" i ceros znaczącego "róg". Epitet gatunkowy sondaicus odnosi się do biogeograficznego regionu sundajskiego obejmującego wyspy Sumatrę, Jawę, Borneo i wiele otaczających je mniejszych wysepek. Polska nazwa odnosi się do wyspy Jawy, podobnie angielska. W tym języku funkcjonuje także inna nazwa "Lesser One-Horned Rhinoceros" (mniejszy jednorogi nosorożec, dla odróżnienia od większego – nosorożca indyjskiego).
Wyróżnia się 3 odrębne podgatunki, z których jedynie 2 dotrwały do chwili obecnej:
- Rhinoceros sondaicus sondaicus, podgatunek typowy, określany jako indonezyjski. Zamieszkiwał w przeszłości Jawę i Sumatrę. Obecnie ogranicza się do 40-50 osobników w Parku Narodowym Ujung Kulon na zachodnim krańcu Jawy. Jeden z badaczy zasugerował, by nosorożce zamieszkujące niegdyś Sumatrę umieścić w osobnym podgatunku R. s. floweri, pomysł nie uzyskał jednak akceptacji ogółu specjalistów[12].
- Rhinoceros sondaicus annamiticus, określany jako wietnamski. Zamieszkiwał w przeszłości Wietnam, Kambodżę, Laos, Tajlandię i Malezję. Jego łacińska nazwa pochodzi od łańcucha Gór Annamskich w południowo-wschodniej Azji, w którym występował. Pojedyncza populacja, licząca w 2006 mniej niż 12 osobników, żyła w nizinnym lesie w Parku Narodowym Cát Tiên w Wietnamie. Ostatni osobnik tego podgatunku został zabity przez kłusownika w 2010[13]. Ostatnie analizy genetyczne sugerują, że oba podgatunki posiadają wspólnego przodka żyjącego pomiędzy 300 000 i 2 000 000 lat temu[12].
- Rhinoceros sondaicus inermis, określany jako indyjski. Zamieszkiwał w przeszłości tereny od Bengalu do Mjanmy. Wyginął prawdopodobnie w pierwszej dekadzie XX wieku. Inermis oznacza "nieuzbrojony, bezbronny"[14] i odnosi się do takich jego charakterystycznych cech, jak mały róg u samców i zupełny jego brak u samic. Został on opisany na podstawie badań bezrogiej samicy właśnie. Sytuacja polityczna Mjanmy nie pozwala na dokonanie odpowiednich badań, ale jego przetrwanie wydaje się bardzo nieprawdopodobne[15][16][17].

R. sondaicus floweri z Sumatry nie jest wymieniany przez większość źródeł.

### Ewolucja
Przodkowie obecnych nosorożców wyodrębnili się spośród nieparzystokopytnych we wczesnym eocenie. Badania porównawcze DNA mitochondrialnego sugerują, że rozdzielenie się linii prowadzących do dzisiejszych nosorożców oraz koniowatych nastąpiło około 50 milionów lat temu. Żyjąca obecnie rodzina nosorożcowatych pojawiła się w późnym eocenie w Eurazji, a przodkowie obecnie istniejących gatunków rozprzestrzeniali się w Azji od początku miocenu.
Członkowie rodzaju Rhinoceros, nosorożce jawajski i indyjski, pojawili się po raz pierwszy w zapisie kopalnym pomiędzy 1,6 i 3,3 miliona lat temu. Badania molekularne z kolei sugerują, że rozdzieliły się one znacznie wcześniej, około 11,7 miliona lat temu. Należące do rodzaju typowego nosorożce jawajski i indyjski nie wydają się blisko spokrewnione z innymi gatunkami nosorożcowatych. Inne badania podniosły kwestię, że ich najbliższymi krewnymi mogły być wymarłe Gaindetherium lub Punjabitherium. Szczegółowe analizy kladystyczne nosorożcowatych umieszczają rodzaje Rhinoceros i wymarły Punjabitherium w kladzie z nosorożcem sumatrzańskim należącym do rodzaju Dicerorhinus. Inne badania z kolei mówią, że ten ostatni bliższy jest dwóm gatunkom afrykańskim. Nosorożec sumatrzański oddzielił się od azjatyckich około 15 milionów lat temu. Z kolei ostatnie populacje, które dotrwały do XXI wieku, zamieszkujące Cát Tiên i Ujung Kulon, rozdzieliły się w plejstocenie, pomiędzy 2000000 a 300000 lat temu. Wtedy tereny te stanowiły część prehistorycznego lądu Sunda, którego niższe tereny na skutek wahania się poziomu morza były okresowo zalewane, a wyższe tworzyły wyspy. Stan ten utrzymuje się obecnie.

## Morfologia
Nosorożec jawajski nie dorównuje rozmiarami swemu krewnemu, nosorożcowi indyjskiemu, którego przypomina. Biorąc pod uwagę wielkość, jest podobny raczej do nosorożca czarnego. Długość ciała (wliczając w to głowę) dochodzi do 3,1–3,2 m (niektóre źródła wspominają o przedziale 2–4 m), wysokość zaś rozciąga się pomiędzy 1,4 i 1,7 m. Zanotowana masa ciała dorosłych waha się w szerokich granicach od 900 do aż 2300 kg. Z powodu zagrożenia wyginięciem, badań mających na celu dokładniejsze pomiary nigdy nie przeprowadzono, nie stanowią one priorytetu. Nie występuje znaczna różnica wielkości pomiędzy płciami, aczkolwiek samice mogą być nieco większe. Podgatunek wietnamski wydaje się nieco mniejszy od zamieszkującego Jawę, lecz badania prowadzące do tego wniosku oparto na fotografiach i pomiarach odcisków stóp.

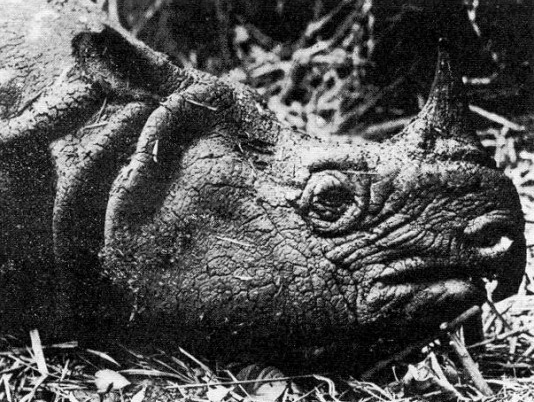
Głowa samca ustrzelonego 31 stycznia 1934 w Sindangkerta na Jawie. Po zakonserwowaniu wystawia ją Zoological Museum of Buitenzorg

Nos obu przedstawicieli rodzaju Rhinoceros zdobi pojedynczy róg, co odróżnia je od innych żyjących obecnie gatunków, posiadających dwa. Spośród nich najmniejszy róg posiada właśnie nosorożec jawajski, u którego mierzy on zwykle mniej niż 20 cm. Najdłuższa zanotowana długość wynosi 27 cm. Wydaje się, że jego posiadacze raczej rzadko używają go do walki, a zamiast tego służy im on do rozgrzebywania błota, w którym się tarzają, do powalania roślin, którymi mają zamiar się pożywić, oraz do tworzenia sobie ścieżek wśród gęstej roślinności. Podobnie, jak inne skubiące trawę gatunki nosorożców (czarny, sumatrzański i indyjski), R. sondaicus posiada długą, ostro zakończoną górną wargę pomagającą mu w chwytaniu pożywienia. Jego dolne kły są długie i ostre, zwierzę używa ich podczas walki. Za kłami znajdują się dwa rzędy po 6 trzonowców o niskich koronach używanych do żucia grubych roślin. Jak jego krewni, ssak ten posiada dobry węch i słuch, ale widzi bardzo słabo. Jego długość życia szacuje się na 30–45 lat.
Jego niewytwarzająca włosów, szara, ciemnoszara lub szarobrązowa skóra tworzy fałdy na barkach, plecach i zadzie. Jej mozaikowy wzór nadaje zwierzęciu wygląd uzbrojonego. Fałdy nosorożca jawajskiego są mniejsze niż indyjskiego, także przybierają siodełkowaty kształt na barkach. By nie przeszkadzać tak bardzo zagrożonemu gatunkowi, naukowcy czerpią wiedzę o gatunku głównie z próbek odchodów i z filmów.

## Występowanie i siedlisko

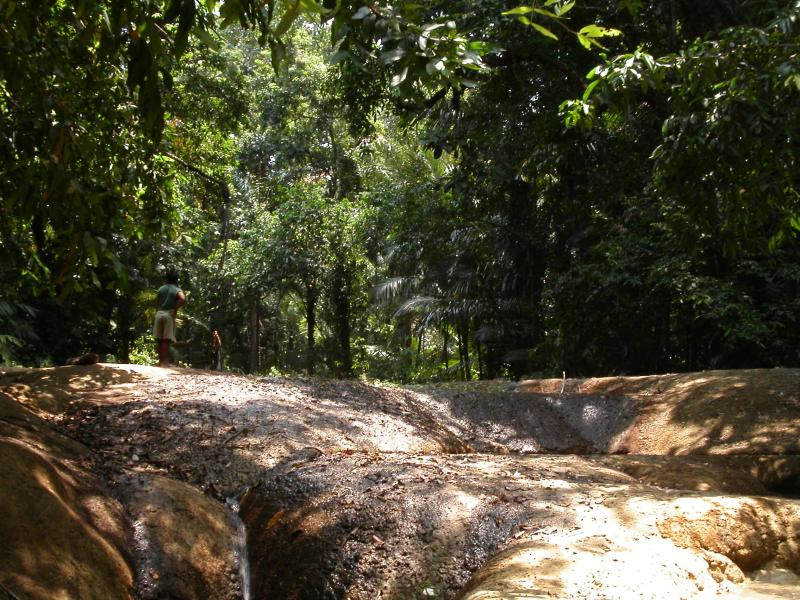
Park Narodowy Ujung Kulon na Jawie, dom wszystkich pozostałych jeszcze nosorożców jawajskich

Najbardziej optymistyczne oszacowania przewidują, że na świecie na wolności pozostała mniej niż setka nosorożców jawajskich. Uznaje się je za prawdopodobnie najbardziej zagrożone z wielkich ssaków, chociaż nosorożce sumatrzańskie, choć jest ich więcej, zamieszkują mniej chronione obszary i to one uznawane są nieraz za bardziej zagrożone. Nosorożec jawajski, jak już wspominano, przetrwał w dwóch miejscach: w Parku Narodowym Ujung Kulon na zachodnim krańcu Jawy oraz w Parku Narodowym Cát Tiên znajdującym się około 150 km na północ od miasta Ho Chi Minh.
W przeszłości zasięg występowania tego zwierzęcia rozciągał się od Asamu i Bengalu (gdzie pokrywał się z obszarem zamieszkałym przez nosorożce indyjskiego i sumatrzańskiego) do Mjanmy, Tajlandii, Kambodży, Laosu i Wietnamu na wschodzie, a Półwyspu Malajskiego oraz wysp Sumatry, Jawy i prawdopodobnie Borneo na południu. Ssaki te żyły w gęstych nizinnych lasach deszczowych, na terenach o wysokich trawach i trzcinach poprzecinanych licznymi rzekami, na równinach zalewowych i wilgotnych obszarach dostarczających im mnóstwa miejsc, w których mogły się tarzać w błocie. Choć historycznie preferowały obszary nisko położone (występując też w górach) podgatunek wietnamski został zepchnięty na wyższe rejony aż do wysokości 2000 m nad poziomem morza prawdopodobnie z powodu obecności ludzkiej i kłusownictwa. Dzisiaj jego zasięg ogranicza się do gęstych, nizinnych, tropikalnych lasów deszczowych. Zajmuje obszary leżące w sąsiedztwie wody. Preferuje on tereny nizinne, położone nie wyżej, niż 600 m n.p.m. Spotyka się go jednak nawet powyżej 1000 m n.p.m. Wydaje się, że obecnie zajmowane przez zwierzę habitaty nie są dla niego optymalne.
Zasięg występowania nosorożca jawajskiego kurczy się od co najmniej 3000 lat. Tysiąc lat przed Chrystusem jego północna granica przebiegała w Chinach, zaczęła wtedy przesuwać się na południe z prędkością około 0,5 km na rok, co stanowiło skutek osadnictwa ludzkiego w regionie. Lokalne wyginięcia w Indiach miały miejsce w pierwszej dekadzie ubiegłego wieku. Do 1932 na Półwyspie Malajskim polowano na niego dla mięsa. Pod koniec wojny w Wietnamie podgatunek wietnamski mógł występować w całej kontynentalnej Azji. Lokalni myśliwi i drwale z Kambodży mówili o spotkaniach z gatunkiem w Górach Kardamonowych, ale obserwacje prowadzone w tej okolicy nie dostarczyły na to dowodu. Ostatnie doniesienie z Mjanmy pochodzi z 1920, z Malezji − z 1932, z Sumatry − z 1959. W 1934 zastrzelono ostatniego osobnika żyjącego w Indonezji poza Ujung Kulon. Być może ich populacja egzystuje jeszcze na Borneo, choć mogą to też być nosorożce sumatrzańskie, których niewielka grupa zamieszkuje wyspę. IUCN zauważa także możliwość przetrwania szczątkowej populacji w Laosie i Kambodży, jednakże teza ta wymaga poparcia badaniami.

## Zachowanie

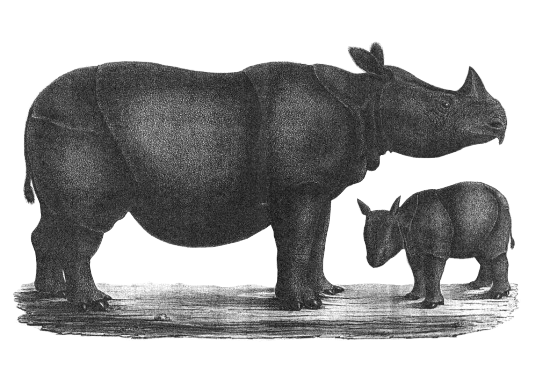
Dorosły samiec i młoda samica

Nosorożec jawajski prowadzi samotny tryb życia z wyjątkiem rozmnażających się par i matek opiekujących się swym potomstwem. Na najcieplejszą porę dnia przypada najmnijesza aktywność zwierzęcia, zwiększa się ona, gdy temperatura opada. Czasami osobniki zbierają się w małe grupki w miejscach, gdzie mogą zlizywać sól lub tarzać się w błocie. To ostatnie zachowanie stanowi wspólny zwyczaj wszystkich nosorożców. Pomaga im on utrzymać niską temperaturę ciała i chroni przed pasożytami. Ssaki należące do opisywanego tu gatunku nie kopią raczej własnych zbiorników, preferując bajora stworzone przez inne zwierzęta lub też powstające bez udziału istot żywych; używają jedynie rogów, by je powiększyć. Lizawki także mają dla nich duże znaczenie, stanowiąc kluczowe źródło soli.
Samce zakładają terytoria liczące 12–20 km², większe, niż należące do samic żyjących na obszarze 3–14 km² (samica z młodym zajmuje tylko 2–3 km²). Te pierwsze zachodzą na siebie w mniejszym stopniu niż terytoria samic. Nie słyszano o żadnych walkach o miejsce życia. Samce znaczą swój obszar stosikami kału lub też przez rozpylanie moczu. Ślady ocierania stopami o grunt i pogięte drzewka także wydają się odgrywać rolę w komunikacji. Członkowie większości innych gatunków posiadają charakterystyczne zachowania polegające na tworzeniu obszernego stosu kału podczas defekacji, a następnie rozgrzebywaniu go kończyną tylną. Nosorożce jawajski i sumatrzański natomiast nie rozgrzebują go. Być może jest to adaptacja związana z wilgotnością lasów Jawy czy Sumatry, gdzie metoda ta nie byłaby użyteczna w rozprzestrzenianiu zapachów. Często zaś oddają mocz i kał w wodzie lub miejscach, w których tarzają się. Dzięki temu ich skóra przesiąka zapachem odchodów, prawdopodobnie rozpoznawanym przez inne osobniki.
Nosorożec jawajski jest zwierzęciem cichym w porównaniu ze swym sumatrzańskim krewnym, bardzo rzadko słyszano go wydającego z siebie dźwięki. Dorosłym nie zagrażają żadne drapieżniki poza człowiekiem. Te płochliwe, zwłaszcza w Wietnamie, stworzenia uciekają w gęsty las w obecności ludzi. Ta ich cecha utrudnia badania. Niemniej, jeśli podejdzie się zbyt blisko, nosorożec jawajski staje się agresywny i może zaatakować, dźgając swymi dolnymi siekaczami podczas ruchów głową w górę. Jego stosunkowo aspołeczne zachowania mogą stanowić niedawne przystosowanie do stresu populacyjnego, historyczne dowody sugerują bowiem, że osobniki należące do tego gatunku były kiedyś bardziej towarzyskie.

### Pożywienie
Ten roślinożerca żywi się zróżnicowanym pokarmem roślinnym, co ma znaczenie w środowisku zmodyfikowanym działalnością ludzką. Jego dieta obejmuje kiełki, gałązki, młode liście i opadłe owoce. Większość preferowanych przez niego gatunków rośnie w miejscach dobrze nasłonecznionych: na polanach leśnych, w zaroślach i innych zbiorowiskach roślinnych pozbawionych wysokich drzew. Ssaki te często powalają młode drzewka, by zdobyć pokarm, który chwytają następnie swą długą górną wargą. Ze wszystkich nosorożców ten gatunek jest najbardziej zaadaptowany do swego pożywienia. Obecnie zrywa wyłącznie wyżej wymieniony pokarm, ale prawdopodobnie w przeszłości pasł się także na trawie. Pobiera około 50 kg jedzenia dziennie. Jak jego sumatrzański krewny, potrzebuje w diecie soli. Lizawek często spotykanych w jego historycznym zasięgu występowania nie spotyka się w Ujung Kulon, ale obserwowano zwierzęta pijące wodę morską, co może pozwolić im na uzupełnienie niedoborów soli.

### Rozmnażanie
Zwyczaje godowe nosorożca jawajskiego są trudne do zbadania, gdyż gatunek spotyka się w naturze rzadko, a ogrody zoologiczne nie dysponują żadnymi okazami. Samice osiągają dojrzałość płciową w ciągu 5-7 lat, podczas gdy samcom zabiera to 10 lat. Długość ciąży nie została ściśle ustalona, ale prawdopodobnie okres ten mieści się pomiędzy szesnastoma, jak u innych nosorożców, a dziewiętnastoma miesiącami. Pomiędzy kolejnymi porodami występuje 4–5 lat przerwy. Matka karmi swe dziecko mlekiem przez około 2 lata. Pozostałe 4 gatunki nosorożców wykazują podobne zachowania godowe.
Długość życia tego zwierzęcia wynosi 30-40 lat.

## Ochrona

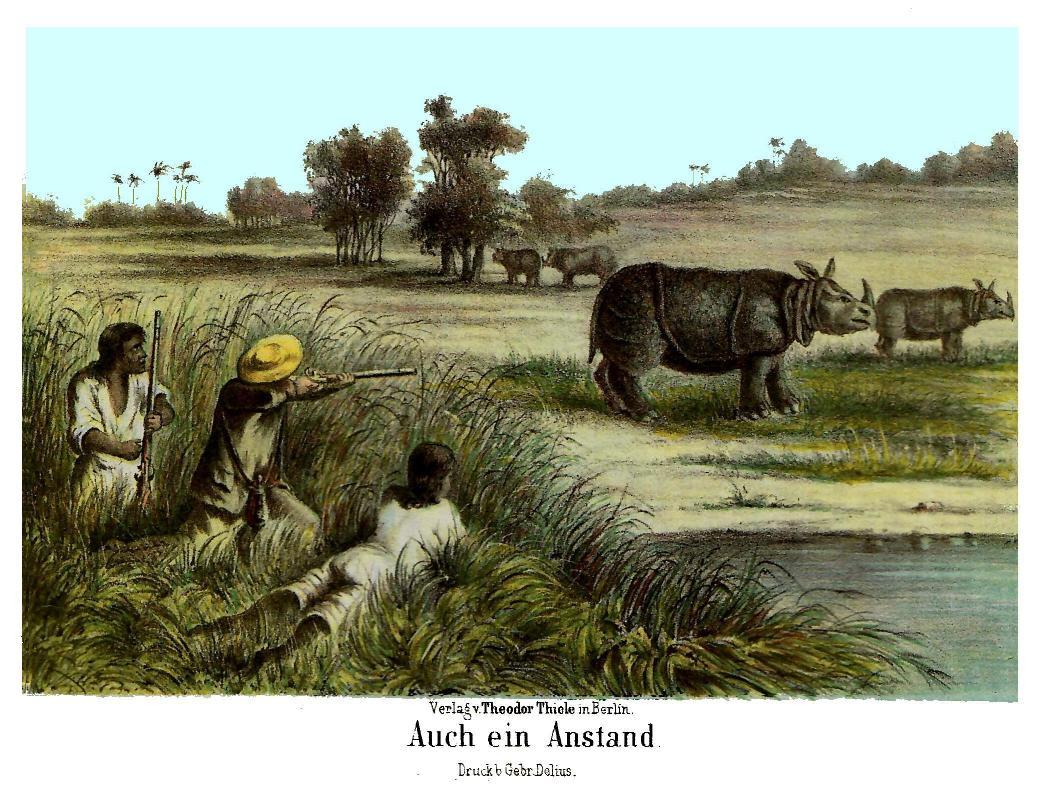
Obraz z 1861 przedstawiający polowanie na nosorożca jawajskiego

Główny czynnik sprawczy spadku liczebności nosorożca jawajskiego stanowi kłusownictwo, podobnie jak w przypadku wszystkich gatunków nosorożców. Rogami handlowano w Chinach przez ponad 2 tysiące lat. Tradycyjna medycyna chińska przypisywała im bowiem zdolności lecznicze. W dodatku skór nosorożca chińscy żołnierze używali w przeszłości do wytwarzania pancerzy. Niektóre lokalne plemiona wietnamskie wierzyły także, że stanowi ona antidotum na jad węży. W XVIII i XIX wieku polowano na niego dla rozrywki. Ponieważ nosorożec ten występował w wielu rejonach zamieszkanych przez ludność o niewielkich dochodach, trudno było ją przekonać do zaprzestania zabijania tak użytecznego dla nich zwierzęcia, dzięki któremu można było otrzymać znaczną sumę pieniędzy. Gdy Konwencja o międzynarodowym handlu dzikimi zwierzętami i roślinami gatunków zagrożonych wyginięciem (CITES – Convention on International Trade in Endangered Species of Wild Fauna and Flora) weszła w życie w 1975, gatunek objęto kompletną ochroną (wymieniony został w załączniku I): cały międzynarodowy handel gatunkiem i towarami z niego otrzymanymi stał się nielegalny. Jednak w 1988 produktami z nosorożca jawajskiego nadal handlowano. Działania w sprawie likwidacji czarnego rynku rogów sprawiły, że cena wzrosła aż do 30 tysięcy dolarów za kilogram, tj. wartości trzykrotnie większej, niż w przypadku nosorożców afrykańskich.
Utrata siedliska spowodowana rolnictwem także przyczyniła się do spadku liczebności, aczkolwiek nie stanowi już jego zasadniczego czynnika sprawczego, gdyż pozostałe przy życiu osobniki zamieszkują dwa parki narodowe. Pogorszenie warunków środowiskowych utrudniło jednak poprawę sytuacji gatunku wyniszczonego przez kłusowników. Pomimo wysiłków podejmowanych w celu ochrony zwierzęcia szanse jego przetrwania ocenia się nisko. Populacje, ograniczone do dwóch niewielkich obszarów, są bardzo wrażliwe na choroby i konsekwencje chowu wsobnego. W tak małych populacjach dużą rolę odgrywają dryf genetyczny, efekt założyciela czy efekt wąskiego gardła. Szacunki genetyków stanowią, że dla utrzymania niezbędnej dla gatunku różnorodności niezbędne jest utrzymanie populacji co najmniej 100 osobników.
Próby hodowli gatunku w ogrodach zoologicznych nie powiodły się. Rozważa się raczej ochronę nosorożców w ich naturalnym środowisku, jak wspomaganie ich rozrodu, dożywianie czy ułatwianie zasiedlania nowych terenów.

### Ujung Kulon
Obszar chroniony od 1992 roku w formie parku narodowego Ujung Kulon został zniszczony przez erupcję Krakatau w 1883. Nosorożec jawajski rekolonizował go po eksplozji, w przeciwieństwie do ludzi, którzy nigdy nie wrócili w dużej liczbie. Dzięki temu teren pozostał dziki i w różnej formie podlegał ochronie prawnej od początków XX wieku. W 1931, gdy populacja sumatrzańska stanęła na krawędzi zagłady, rząd Holenderskich Indii Wschodnich ogłosił gatunek chronionym prawnie. W 1967, podczas pierwszego spisu nosorożców w Ujung Kulon, doliczono się jedynie 25 osobników. Do 1980 populacja podwoiła się. Od tego czasu utrzymuje się w miarę stabilnym poziomie 50 osobników. Badania przeprowadzone przez WWF w 2004 wykazały jednak tylko 40 zwierząt, w 2012 liczbę osobników szacowano na 37–44. Chociaż nie posiadają one ne tym terenie naturalnych drapieżników, muszą konkurować o skąpe zasoby środowiska z bydłem, co utrzymuje liczebność populacji na mniejszym poziomie, niż pozwalałyby na to warunki siedliskowe. W 2006 stwierdzono 4 młode osobniki, najwięcej w udokumentowanej historii gatunku. Szacuje się, że w przeszłości półwysep Ujung Kulon zamieszkiwało około 100 osobników. Parkiem zarządza indonezyjskie ministerstwo leśnictwa. Wydaje się, że dzisiaj liczebność populacji ogranicza nie uregulowana kwestia kłusownictwa, ale właśnie warunki środowiskowe.

### Cát Tiên
Kilka pozostałych przedstawicieli podgatunku R.s. annamiticus zamieszkiwało do 2010 roku Park Narodowy Cát Tiên w Wietnamie. Kiedyś szeroko rozprzestrzenionego w południowo-wschodniej Azji nosorożca jawajskiego po wojnie wietnamskiej uznano za podgatunek wymarły. Sposób prowadzenia walki poczynił wielkie spustoszenia w ekosystemie tego regionu. Chodzi tu o stosowanie napalmu, rozległe niszczenie liści przez Agent Orange, bombardowania z powietrza i miny. Wojna przyczyniła się też do zwiększenia ilości taniej broni w regionie. Po jej zakończeniu wielu biednych wieśniaków, wcześniej polegających na dołach-pułapkach, posiadło śmiertelną broń pozwalającą na efektywniejsze kłusownictwo. Zdanie o statusie podgatunku zmieniono, gdy w 1988 ofiarą myśliwego padła dorosła samica, co oznaczało, że populacja tego gatunku musiała jakoś przetrwać wojnę. Rok później wietnamscy naukowcy wyruszyli w lasy południa kraju poszukiwać kolejnych dowodów na istnienie tych zwierząt. Wzdłuż rzeki Đồng Nai odnaleziono świeże ślady co najmniej 15 osobników. Głównie z powodu tych nieparzystokopytnych w 1992 zamieszkiwany przez nie region stał się częścią parku narodowego.
Populacja ta zmniejszyła się jednak w późniejszym czasie. IUCN donosił w początku XXI wieku o sześciu sztukach, inni naukowcy oceniają ją na 3–8 zwierząt, w tym być może żadnego samca. Nie można też wykluczyć, że zwierzęta te były za stare, by się rozmnażać, od wielu lat nie zaobserwowano tam bowiem rozrodu. Trwały debaty, czy wietnamski nosorożec ma jakiekolwiek szanse przetrwania. Niektórzy specjaliści widzieli potrzebę introdukcji zwierząt z Indonezji, by odratować populację. Inni twierdzili zaś, że odrodzi się ona sama. Tymczasem w 2010 kłusownik odstrzelił ostatni żyjący w Wietnamie okaz tego gatunku i w październiku tego roku potwierdzono definitywne jego tam wymarcie.

### W niewoli

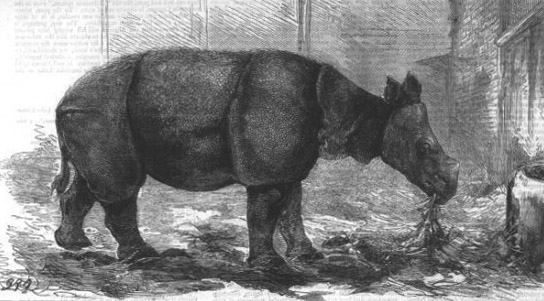
Nosorożec jawajski w londyńskim zoo. 9 maja 1874

W ostatnich stu latach nosorożca jawajskiego nie wystawiano na pokaz w żadnym zoo. W XIX wieku co najmniej 4 osobniki hodowano w Adelaide, Kalkucie i Londynie. W sumie udokumentowano trzymanie w niewoli co najmniej 22 zwierząt, liczba ta może być większa, gdyż gatunek czasem mylono z nosorożcem indyjskim. Nosorożce jawajskie nie czują się dobrze w niewoli. Najstarszy dożył dwudziestu lat, zaledwie połowy wieku, jaki stworzenia te osiągają na wolności. Ostatni złapany przez człowieka osobnik zmarł w 1907 w zoo w Adelaide w Australii, gdzie znano gatunek tak słabo, że pokazywano go jako nosorożca indyjskiego. Ponieważ długi i drogi program rozmnażania nosorożca sumatrzańskiego w zoo realizowany w latach osiemdziesiątych i dziewięćdziesiątych XX wieku nie udał się, nie czyni się wysiłków nad uratowaniem jego jawajskiego krewniaka za pomocą ogrodów zoologicznych.